# Hum (Voćin)
Hum es una localidad de Croacia en el municipio de Voćin, condado de Virovitica-Podravina.

## Geografía
Se encuentra a una altitud de 142 m s. n. m. a 165 km de la capital nacional, Zagreb.

## Demografía
En el censo 2011 el total de población de la localidad fue de 90 habitantes.
| Gráfica de población de Hum 1857-2011                               |
|                                                                     |
| Según los censos de población de la oficina estadística de Croacia. |